# شاسترا
شاسترا أو شاستر (بالإنجليزية: Shastra)‏، (بالسنسكريتية: शास्त्र)‏، هي كلمة سنسكريتية تعني "مبدأ أو قواعد أو دليل أو خلاصة وافية أو كتاب أو رسالة" بالمعنى العام. وتُستخدم الكلمة عمومًا كلاحقة في سياق الأدب الهندي، للمعرفة التقنية أو المتخصصة في مجال محدد من الممارسة.
ومعناها مشابه للاحقة في اللغة الإنجليزية -logy، وتعني المعرفة العلمية والأساسية حول موضوع معين. تشمل الأمثلة من حيث المفردات الحديثة:
- بهاوتيكاسترا - الفيزياء،
- راساسترا - الكيمياء،
- جيفاشاسترا - علم الأحياء،
- فاستوشاسترا - العلوم المعمارية،
- سيلباسترا - علم الفنون الميكانيكية والنحت،
- آرثاشاسترا - علم السياسة والاقتصاد”،[3]
- نيتساسترا - خلاصة الأخلاق أو السياسة الصحيحة.

في الأدب الغربي، تتم كتابة شاسترا أحيانًا باسم ساسترا، مما يعكس سوء فهم لرمز "ś"، والذي يتوافق مع الحرف "sh" الإنجليزي.

## أصل المصطلح
الكلمة "Śāstra" تعني حرفياً "التعليمات/المفروضات"، من جذر "Śāsana" الذي يعني "التوجيه/الأمر".

### تأصيل
تشير كلمة "شاسترا" عادة إلى أطروحة أو نص في مجال معين من المعرفة. في الأدب الفيدي المبكر، كانت الكلمة تشير إلى أي مبدأ أو قاعدة أو تعليم أو تعليمات أو توجيهات طقسية. في الأدب الهندوسي المتأخر وما بعد الفيدي، أشار شاسترا إلى أي أطروحة أو كتاب أو أداة تعليمية، أو أي دليل أو خلاصة وافية حول أي موضوع في أي مجال من مجالات المعرفة، بما في ذلك المجال الديني. غالبًا ما تكون لاحقة تضاف إلى موضوع الرسالة، مثل:
- يوجا شاسترا،
- نيايا شاسترا،
- دارما شاسترا،
- كوكا- أو كاما-شاسترا،[7]
- موكشا شاسترا،
- ارتا شاسترا،
- الامكارا شاسترا (البلاغة)،
- كافيا شاسترا (شعرية)،
- سانجيتا شاسترا (موسيقى)،
- ناتيا شاسترا (المسرح والرقص) وغيرها.[1][2]

في البوذية، غالبًا ما تكون "الشاسترا" تعليقًا مكتوبًا في وقت لاحق لشرح كتاب مقدس أو سوترا سابقة. على سبيل المثال، يقول يوتانغ لين أن النص الذي كتبه ولم يقدمه بوذا، لا يمكن أن يسمى "سوترا"؛ يطلق عليه "ساسترا". في البوذية، يُسمح للبوذيين بتقديم أطروحاتهم طالما أنها تتفق مع السوترا، والتي تسمى "ساسترا". في اليانية، المصطلح يعني نفس الشيء كما في الهندوسية. مثال على جاينا شاسترا هو يوجا شاسترا من القرن الثاني عشر في هيمشاندراشاريا. وشاسترا هي في بعض الأحيان جذر الكلمات السنسكريتية المركبة. على سبيل المثال، يُدعى الوصي على شاسترا شاستراداهاري (بالسنسكريتية: शास्त्रधारी).

## التسلسل الزمني
الشاسترا هي في الغالب أدب ما بعد الفيدي، أي بعد حوالي 500 قبل الميلاد. ومع ذلك، فمن غير الواضح متى تم تأليف وإكمال العديد من الشاسترات. كما أن صحة المخطوطات غير واضحة، حيث توجد نسخ عديدة من نفس النص، وبعضها مع اختلافات كبيرة.
الشاسترا ليست وثائق متسقة أو ذات إجماع واحد. دارما ساستراس، على سبيل المثال، تحتوي على وجهات نظر متعارضة ونظريات متناقضة. ويرجع ذلك جزئيًا إلى أنها تمثل نموذجًا مثاليًا للسلوك البشري، بينما تعترف في الوقت نفسه بالحاجة إلى تفسير الإخفاقات المحتملة. الشاسترا لا تقدم الحياة كما كانت. بل إنها تكشف عن فكرة عما يجب أن تكون عليه الحياة. تشكل نصوص الشاسترا واحدة من أعظم مجموعات الأدب في العالم القديم.

## السوترا
السوترا هي نوع آخر من النصوص الهندية التي ظهرت في الألفية الأولى قبل الميلاد، وخاصة بعد 600 قبل الميلاد. سوترا (حرفيا "الخيط الملزم") تشير إلى نوع من التكوين الأدبي يختلف عن شاسترا. في اللغة السنسكريتية، تشير كلمة "سوترا" عادةً إلى واحد أو أكثر من الأمثال؛ ومن ثم تستخدم السوترات عبارات قصيرة ومأثورة ومثيرة للذكريات. في المقابل، عادةً ما يكون الشاسترا أطول، مع مزيد من التفاصيل والتفسيرات.